# WISE 2343-7418
WISE 2343-7418 is een bruine dwerg in het sterrenbeeld Octant met magnitude van +16,13  en met een spectraalklasse van T6. De ster bevindt zich 55,5 lichtjaar van de zon.